# کریم محمودحقیقی
کریم محمودحقیقی (۱۳۰۴–۱۳۹۹خ)، عارف، استاد و خطیب اخلاقی و از شاگردان حسنعلی نجابت شیرازی و محمدجواد انصاری همدانی بود.

## زندگی‌نامه
کریم محمودحقیقی اهل شیراز بود. در آغاز جوانی نزد معلمی بنام حبیب مشکبار اخلاق اسلامی و اصول عقاید آموخت. در هجده سالگی کتابی در موضوع عبور از مجاز و روی آوردن به حقیقت به نام طوفان عشق نگاشت که همین امر موجب توجه خاص آیت‌الله نجابت و نقش استادی او گردید. حقیقی از جلسات استاد خود در زمینه معنوی و اخلاقی بهره می‌برد.

## دیدار با انصاری همدانی
وی به همراه یکی از دوستان و به امر استاد خود برای دیدار و بهره معنوی از آیت‌الله محمدجواد انصاری همدانی (استاد نجابت) عازم همدان می‌شود و در آنجا با استقبال گرم وی مواجه می‌شوند. چند روزی که در حضور وی، حداکثر استفاده نموده و به شیراز مراجعت می‌کند.
در سفر دوم به همراه جمعی از دوستان و در سفر سوم نیز همراه با آیت الله نجابت و آیت‌الله دستغیب و گروهی از یاران به دیدار وی در همدان می‌رسد.

## فعالیتها
محمودحقیقی در زمان حیات آیت الله نجابت و با تأیید وی بیش از چهل سال، جلسات هفتگی برای جوانان و علاقمندان علوم و معارف الهی تشکیل می‌داد و پویندگان را هدایت و ارشاد می‌نمود، که بسیار مورد توجه استاد بود و جلساتی را نیز خود استاد وی شرکت می‌کرد.
بعد از تألیف کتاب فروغ دانش در قرآن و حدیث بود که (آیت‌الله نجابت)، وی را به نوشتن و تألیف کتب امر و ترغیب نموده و به او گفت: کار به چاپ آن‌ها نداشته باش، تو باز بنویس، خدا کریم است. به طوری که شاگردان آیت الله نجابت، همه منتظر چاپ کتب وی بودند. کتاب‌های تخلی و تزکی و دو جلد تحلی و یک جلد تجلی در زمان حیات آیت الله نجابت و با کمک وی چاپ شد که همگی مورد توجه وی قرار گرفت.
وی از سال ۱۳۶۸ سرپرستی کتابخانه آستان مقدس شاهچراغ را نیز عهده‌دار بوده‌است.

## درگذشت
کریم محمود حقیقی، سرانجام در تاریخ چهارشنبه ۲۹ مرداد ۱۳۹۹ در سن ۹۵ سالگی به دیدار حق شتافت و در رواق المهدی حرم شاهچراغ به خاک سپرده شد.

## آثار
آثار وی حدود ۳۰ کتاب می‌باشد از جمله:
- از خاک تا افلاک، موضوع: سرگذشتی از انسان از الست تا دنیا-نشر حضور
- پیک مشتاقان، موضوع: هدایت و دستگیری سالکان راه به وسیله اولیاء-نشر حضور
- هدهد سبا، موضوع: رجوع از کفر به سوی ایمان-نشر حضور
- مرغ سلیمان، موضوع: رهایی از زندان عالم طبع و پرواز در ملکوت -نشر حضور
- فریاد جرس، موضوع: آمادگی برای رجعت به سوی دوست-نشر حضور
- حدیث آرزومندی، موضوع: شیرینی‌ها و خطرات در راه سالک -نشر حضور
- کشتزار عمر-نشر حضور
- ساغر سحر، موضوع: لذاتی که سالک از سحر و خلوت با محبوب دارد-نشر ارمغان طوبی/نشر شاهچراغ
- تازیانه‌های سلوک ۱-نشر ارمغان طوبی/نشر شاهچراغ
- تازیانه‌های سلوک ۲. -نشر ارمغان طوبی/نشر شاهچراغ
- آداب سلوک قرآنی-نشر ارمغان طوبی

دفتر اول تخلی، موضوع: آداب و منازل توبه
دفتر دوم تزکی، موضوع: تزکیه نفس از صفات ضمیمه
دفتر سوم تحلی، موضوع: آراستن دل به صفات حمیده
دفتر چهارم تجلی، موضوع: جلوه گر شدن انوار الهی
- از ایشان نیستی می گو از ایشان، موضوع: مجموعه حکایات عرفانی-نشر ارمغان طوبی
- بوی گل جوش مل، موضوع:تفسیری از حدیث معراج
- «صفیر عرش» جدیدترین عنوان کتاب وی که گلچینی از تألیفات متعدد اوست که در چهل موضوع عرفانی و اخلاقی به چاپ رسیده‌است.